# Социалистическа република Сърбия
Социалистическа република Сърбия (на сърбохърватски: Socijalistička Republika Srbija, Социјалистичка Република Србија), съкратено СРС и СР Сърбия, е историческа социалистическа държава, която е съставна част от бившата Социалистическа федеративна република Югославия, предшественик на днешна независима Сърбия.
Тя е най-голямата република в Югославската федерация и има най-голямото население. В страната също е съсредоточен най-големият икономически и политически потенциал на Югославия, а нейният главен град Белград служи като федерална столица на цялата федерация.

## Административно деление
В състава на Социалистическа република Сърбия влизат 2 автономни провинци (области):
- Социалистическа автономна област Войводина
- Социалистическа автономна област Косово.

Остатъкът от територията на СРС е наречен Централна Сърбия.

## Демография

### Преброяване от 1971
През 1971 г. населението на СРС наброява 8 446 591 души:
- сърби = 6 142 071 (72,71%)
- албанци = 984 761 (11,66%)
- унгарци = 430 314 (5,10%)
- хървати = 184 913 (2,19%)
- мюсюлмани = 154 330 (1,83%)
- югославяни = 123 824 (1,47%)
- словаци = 76 733
- румънци = 57 419
- българи = 53 800
- цигани = 49 894
- македонци = 42 675
- панонски русини = 20 608
- турци = 18 220
- словенци = 15 957
- власи = 14 724

### Преброяване от 1981
През 1981 г. населението на републиката е 9 313 677 души:
- сърби = 6 331 527 (67,96%)
- албанци = 1 303 032 (13,99%)
- югославяни = 441 941 (4,75%)
- унгарци = 390 468 (4,19%)
- мюсюлмани = 215 166 (2,31%)
- хървати = 149 368 (1,60%)
- цигани = 110 956 (1,19%)
- македонци = 48 986
- словенци = 12 006